# Ansitz Hochatzwang

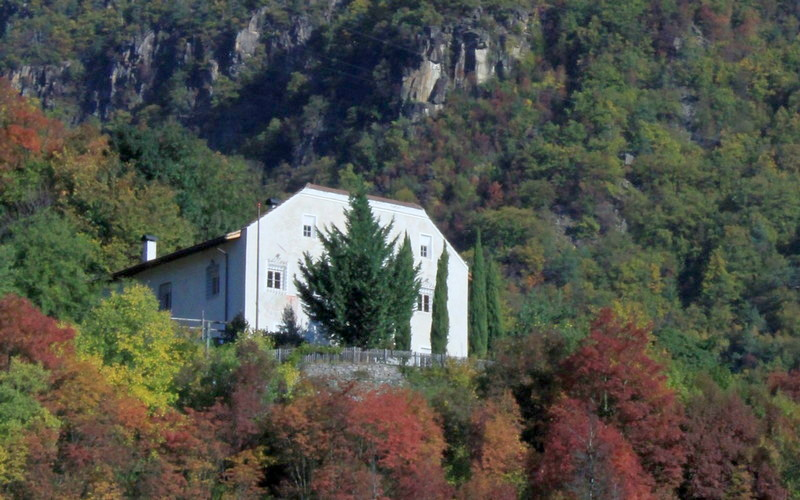
Ansitz Hochatzwang

Der Ansitz Hochatzwang (früher auch Überazwang) in Atzwang, einer Fraktion der Gemeinde Ritten, ist ein geschütztes Baudenkmal. Er ist zu unterscheiden von dem Ansitz Oberatzwang bzw. dem Oberwirt in Atzwang.

## Geschichte
Mitte des 16. Jahrhunderts erbaute der Zöllner und Postmeister in Kollmann Johann Atzwanger den Ansitz Hochatzwang, wofür die Familie Atzwanger von Ringelheim die Freiung erhielt. Der Bürgermeister von Bozen Adam Atzwanger erlangte am 26. April 1633 von Kaiser Ferdinand II. den Reichsadelsstand. Seit dem 8. Januar 1953 steht das Gebäude unter Denkmalschutz. Das Anwesen war in den 1980er Jahren in einem ruinösen Zustand. Zwischenzeitlich wurde es renoviert. Es handelt sich um ein rechteckiges Gebäude mit Walmdach, einem Fassadenerker und steingerahmten Eingangstür. Der Hausgang im ersten Stockwerk ist mit einem Sterngewölbe versehen. An den Fenstern befinden sich Schmiedeeisengitter.

## Weblink
- Eintrag im Monumentbrowser auf der Website des Südtiroler Landesdenkmalamts